# حارة الاسطى (صنعاء)
حارة الاسطى هي إحدى حارات حي التحرير بمديرية التحرير إحدى مديريات العاصمة اليمنية صنعاء، بلغ تعداد سكانها 169 نسمة حسب تعداد اليمن لعام 2004.